# SM控股

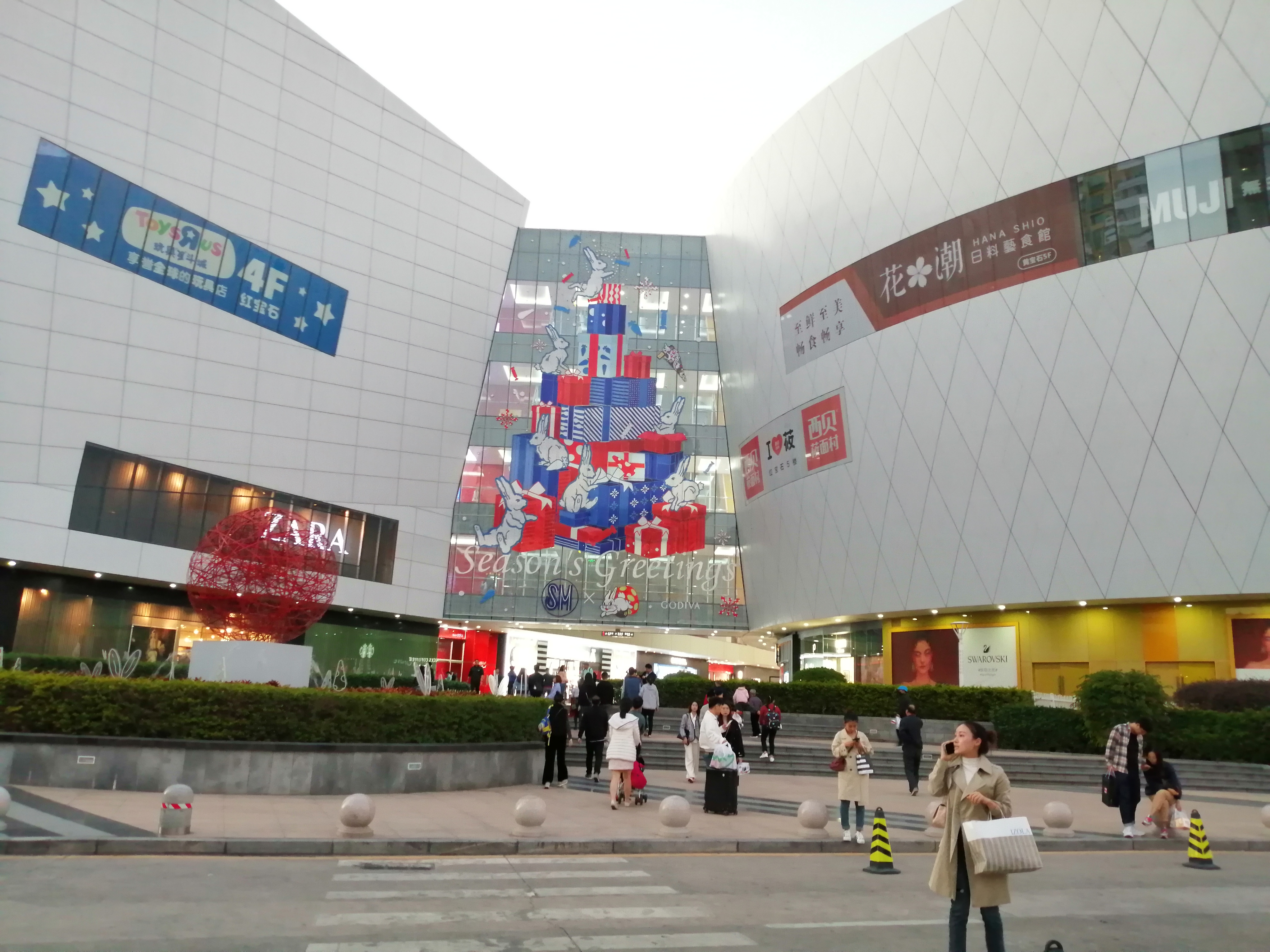
SM旗下的福建厦门SM新生活广场

SM控股，(PSE: SMPH)是SM购物广场的母公司，它是菲律宾最大零售公司。

## 历史
1994年1月6日由华裔菲律宾企业家施至成合并创立并开发运营.他把SM购物中心和其它零售相关的产业合并。1994年7月在菲律宾证券交易所上市。而后成长为菲律宾证券交易所中基于收入排名的最大的公司。在2007年，SM控股成为世界上最大的连所购物中心之一。
公司收入主要来由于购物广场的零售收入和美食广场、电影院贩票收入、和保龄球及滑雪的娱乐收入。